# Вики любит памятники
Wiki Loves Monuments (с англ. — «Вики любит памятники») — ежегодный международный фотоконкурс, проводимый в сентябре википедистами. Участники делают снимки исторических зданий и достопримечательностей, затем загружая их на Викисклад. Целью является привлечение внимания к архитектурному наследию в участвующих странах.
Впервые Wiki Loves Monuments провели в 2010 году в Нидерландах. В следующем году конкурс провели ещё в нескольких европейских странах, и, согласно Книге рекордов Гиннесса, он побил мировой рекорд как фотоконкурс с самым большим количеством участников. В 2012 году это соревнование расширилось за пределы Европы: в нём приняли участие фотографы из 35 стран.

## История

Инфографика, объясняющая процесс проведения конкурса, описывающая, как добровольцы присваивают загруженным фотографиям категории и делают другую организаторскую работу

Первый конкурс, названный «Национальные монументы», Рейксмонументы (нидерл. Rijksmonuments), был организован в 2010 году для выявления памятников и других объектов культурного наследия в Нидерландах. «Рейксмонументы» включали постройки и другие объекты, известные своей красотой, научной и/или культурной важностью. Такие места как археологические достопримечательности Дренте, дворец Нордейнде в Гааге и каналы Амстердама оказались более чем на 12 500 фотоснимках.
Такой успех вызвал интерес в других европейских странах, и, благодаря сотрудничеству с организацией «Дни европейского наследия» European Heritage Days, 18 стран приняли участие в конкурсе в 2011 году, включая Россию, а участники за время проведения конкурса загрузили около 170 000 изображений. Книга рекордов Гиннесса содержит запись о Wiki Loves Monuments-2011 как о самом крупном фотоконкурсе с 168 208 изображениями, загруженными на Викисклад более чем 5000 участниками.
В 2012 году в конкурсе приняли участие 35 стран: Андорра и Каталония, Австрия, Аргентина, Белоруссия, Бельгия, Гана, Германия, Дания, Индия, Израиль, Италия, Испания, Канада, Кения, Колумбия, Люксембург, Мексика, Нидерланды, Норвегия, Панама, Польша, Россия, Румыния, Сербия, Словакия, Соединённые Штаты Америки, Швейцария, Швеция, Украина, Филиппины, Франция, Чехия, Чили, Эстония и Южно-Африканская Республика. На конкурсе победила фотография гробницы Сафдарджанга, расположенной в Дели, а всего в рамках его проведения было загружено более 350 000 файлов.

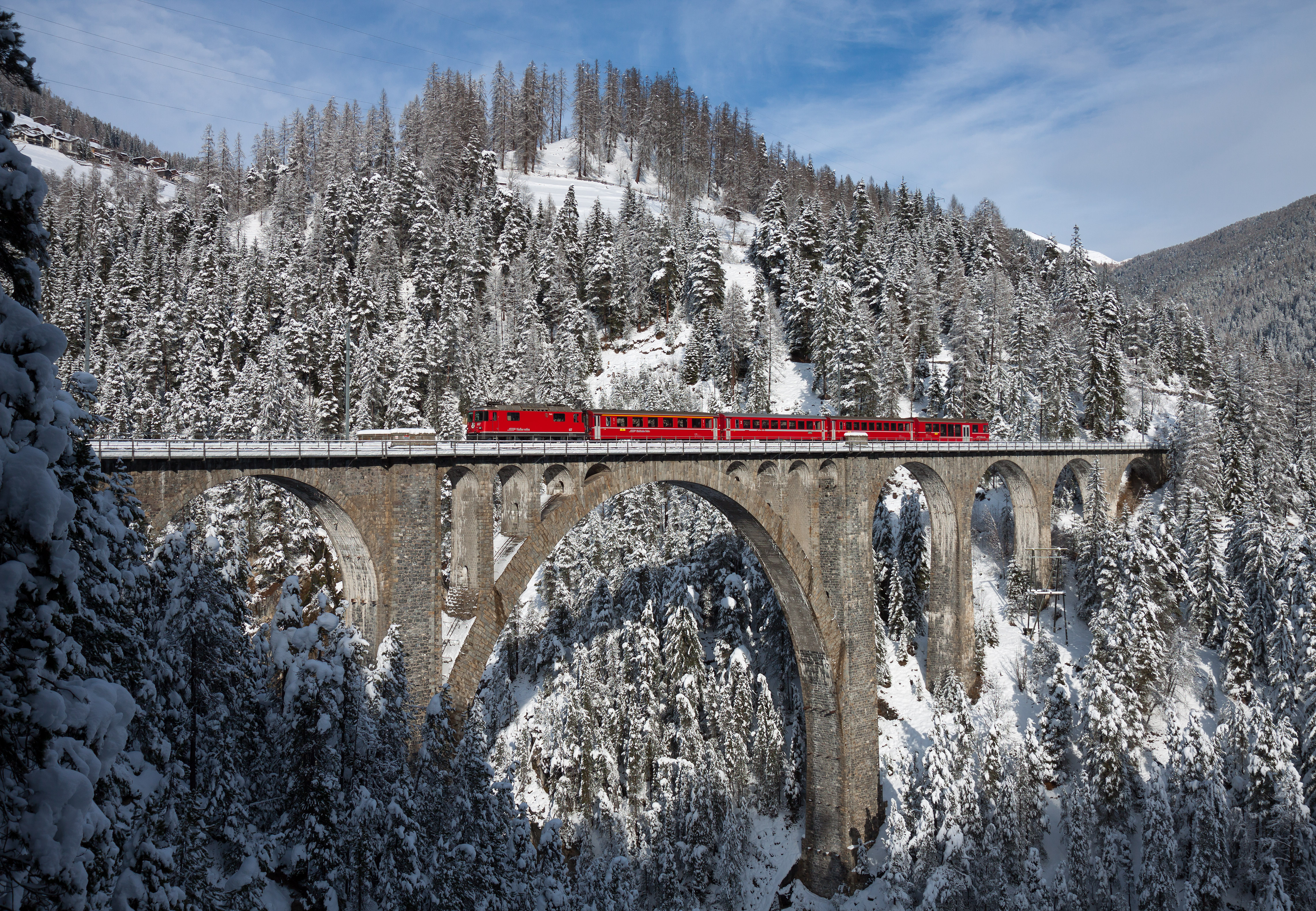
Виадук Визен, Швейцария.
Фотография-победитель конкурса-2013

В 2013 году в конкурсе приняли участие 50 стран, в рамках конкурса было загружено более 370 тысяч фотографий, в финал было отобрано 503 фотографии. Победителем стала фотография виадука Визен в Швейцарии, сделанная в 2009 году швейцарским участником Викисклада Давидом Гублером.

## Правила
Основные правила участия просты. Участвующая страна должна предоставить список памятников с адресами и идентификаторами, а участники должны загрузить фотографии в период с первого по 30 сентября. Для участия нужно загрузить изображение на Викисклад, что подразумевает создание учётной записи. Принимаются фото, созданные в любое время, но загруженные в сентябре и под свободной лицензией CC-BY-SA 3.0 (или любой другой совместимой, к примеру, CC-BY или CC-0).

### Конкурсные списки
Для того, чтобы участвовать в конкурсе, изображения должны содержать памятник из списка, чтобы быть «энциклопедическими». Фотографы должны загружать фото с официальным идентификатором и географическими координатами, хотя обычно участники не осведомлены об этом, когда загружают фото через сайт конкурса или мобильное приложение, которое самостоятельно добавляет эти данные. Списки с этими данными уточняются в течение года и на протяжении конкурса. На данный момент страна-участница — это государство, где местные добровольцы создали конкурсный лист (например, в России сайт с конкурсными листами создан веб-дизайнерами компании «Теплица социальных технологий» при финансовой поддержке «Ростелекома»). Однако существуют страны, где публикация конкурсных листов незаконна или где фотографии памятников могут не подходить Википедии.

## Идентификация
Для облегчения задачи участникам списки содержат адреса и другую идентификационную информацию на веб-сайте Wiki Loves Monuments. Фонд Викимедиа разработал программу для операционной системы Android, а туристическая компания MairDumont разработала приложение для iPhone.
Задачей веб-сайта и приложений является упрощение процесса добавления уникального идентификатора фотографии, так как большинство участников загружают фото на Викисклад впервые и затрудняются выполнить эту операцию самостоятельно. Идентификатор и другая информация из конкурсного листа добавляется к фото в момент загрузки: к примеру, идентификатор для памятника по адресу «Smedestraat 33, Haarlem» — 19695, его можно найти на сайте конкурса.
| Описание                                                | Изначальная функция | Создан   | Местоположение          | Координаты                     | Номер | Фото                    |
| ------------------------------------------------------- | ------------------- | -------- | ----------------------- | ------------------------------ | ----- | ----------------------- |
| Харлем, Смедестрат, 33: кирпичные ворота с глухим окном | Пограничный знак    | XVII век | Smedestraat 33, Haarlem | 52°22′56″ с. ш. 4°38′11″ в. д. | 19695 | Missing-monuments-image |

На самом деле данный памятник уже сфотографирован, но если бы не был, то справа от него находилась бы показанная серая кнопка, нажав которую, можно было бы перейти на страницу упрощённой загрузки через Викисклад.

## Комментарии
1. ↑  Сайт каждой страны управляется отдельным комитетом и связан с другими через общий сайт
2. ↑  Dutch WLM Website monuments lookup Архивная копия от 30 декабря 2013 на Wayback Machine for Haarlem will take you to this List of Rijksmonuments in Haarlem Centre on the Dutch Wikipedia